# イリンゴケロス
イリンゴケリス (Ilingoceros) は、新生代中新世後期の北アメリカ大陸に生息した、草食動物の絶滅した属である。鯨偶蹄目 - ウシ亜目 - プロングホーン科に属する。

## 形態
肩高約80センチメートル。頭部に全長約35センチメートルに達する角を持つ。この角は、二本の棒が互いに巻き付いた、二重螺旋形となっている。この螺旋形状は先端近くまで続き、終端部で二股になっているものも多い。角自体の断面は、ほぼ円形である。